# محمد عمر (مغني)
هو محمد عمر ولد في محافظة أبو عريش جنوب المملكة في 24 يناير 1958
وكانت بداية موهبته منذ الصغر في المدرسة حيث اكتشفه الفنان على الله أمان
الذي عرف بـ أمان عبد الله في مدينة جيزان مسقط رأسيهم، بعد أن اكتشفه في حفلات مدارس جيزان التي كان يغني فيها محمد عمر.
ومن أشهر ما كان يقدمه في تلك الفترة نشيد (سلمك الله يا بو عبد الله) من كلمات مسلم البرازي، وكانت في عهد الملك فيصل بن عبدالعزيز، 
وفي إحدى زيارات الموسيقار عبدو مزيد لجيزان وجد نفسه أمام هذه الموهبة الصغيرة التي لم يتعدَ يومها الـ 16 عام فأُعجب به بموهبته.
ويذكر ان الفنان محمد عمر تعاون مع صوت الأرض طلال مداح الذي دعمه في بداياته كثيراً بلحنين هم اغنيتي: ١- لا تعبتي ياقمر 
٢- المنى صارت حقيقة التي لقيت صدى واسع عام 1981
ومن مدينته جيزان انطلق صوت الفنان محمد عمر وهو عابق بأهازيج البحر وسمفونيات النغم، وكان لما نال الشهادة المتوسطة بدأ يشدو في جلسات الطرب بمدينة جازان
وفي تلك الفترة رسخت بين محمد عمر وعلى الله أمان علاقه وثيقه وبدأ هذا الثنائي يعطر ليالي جيزان بالنغم حيث كان على الله أمان يلحن لمحمد عمر بعض الأهازيج المستمدة من بيئة منطقة جيزان.
سرعان ما بدأ هذا الثنائي يفكر في كسر الأسر المحلي، وفي أمسية شتوية اتفق محمد عمر وعلى الله أمان بالرحيل صوب الشمال لمدينة جدة حيث الشهرة والبريق.
وقام الفنان على الله أمان بنقل إقامته الدائمة من مدينة جيزان إلى مدينة جدة صغيراً؛ من أجل دخول المعترك والحياة الفنية حيث الحركة الفنية ووجود عمالقة الأغنية والموسيقى. وقد عرّفه على الله أمان على الموسيقار عبده مزيد الذي كان قد رأه من قبل واستمع إليه في جيزان وقام بتقديم محمد عمر للوسط الفني وكان في بداية محمد عمر خجولاً وخائفاً من الأضواء غير أن عبدو مزيد شجعه حتى تمكن من كسر هذا الطوق.
ثم ما لبث أن أُجيز صوته إذاعياً كما ساعد في خدمة محمد عمر فنياً قيام جمعية الثقافة والفنون لأول مره في جدة وذلك عام 1394هـ 1395هـ تقريباً فكان أحد مطربي الجمعية في حفلاتها وعنده تبناه تماماً الملحن سامي إحسان الذي اختار له إعادة تقديم أغنية (يا ريم وادي ثقيف) للفنان طارق عبدالحكيم ولحن له بعض الأغنيات في أول رحلة لمحمد عمر للقاهرة يصحبه فيها سامي إحسان حيث قدّما مجموعة من الأغنيات كان أبرزها أغنية (مرحبا يا عيون) وكان ذلك عام 1395هـ 1975م و (عزاه يا فيصل) و (منصور راح الليل)
وبعد ذلك قدمه عبدو مزيد للفنان محمد عبده الذي لحن له منذ البداية (تدلل يا قمر شط الحجاز).
ثم تبعتها مجموعة أُخرى لسامي إحسان ومحمد شفيق وهي مجموعة (الدار عقبك) و (يا خفيف الروح) ثم مجموعه ثالثة لمحمد شفيق وسامي إحسان كان أبرزها (أنا الجاني على نفسي) 
ثم بدأ بالتعاون مع الملحن طاهر حسين في أغنية للأمير خالد الفيصل (نوى المرواح) ثم عام 1977م 1397هـ.
عندما شارك محمد عمر في حفل النادي الأهلي السعودي لحصوله على كأس الملك لكرة القدم وكان هذا الحفل قد شهد نقله جديدة في حياة محمد عمر الفنية حيث لحّن لنفسه لأول مره وأول لحن له على نص للأمير عبد الله الفيصل الذي منحه الثقة لهذه الخطوة وكانت أغنية (لا تحاول كل شي انتهى)
وقدم في هذا الحفل أغنية بلون السامري كلون جديد له من ألحان سامي إحسان وهي (خذها تراها ما عشقت غير دنياك) 
والحفل كذلك كان فرصه للفنان محمد عمر للتعاون مع الفنان سراج عمر لأول مرة في أشهر أغنية رياضية للنادي الأهلي التي كتبها الأمير محمد العبد الله الفيصل وهي (يا مصلي زيد النبي صلاة).
ثم امتد بعدها تعاون الفنانان سراج عمر ومحمد عمر حيث قدما أغنية من أجمل ما غنى محمد عمر وهي (يا موعد الخلان في مفرق الوادي) كما جمعت الطرفين أعمال أخرى هي (لين العود) و (بمشي على الرمضى).
ثم جاء التعاون الأول بين محمد عمر وعمر كدرس من كلمات إبراهيم خفاجي وهي أغنية (التجارب علمتني).
اشتهر بغنائه العاطفي وبالدانات اليمنية التراثية.
له حضوره الفني في المناسبات كافة والحفلات والأعياد الوطنية.
كانت بدايته مع ألحان نقلته إلى عالم الضوء مثل أغنية (تدلل يا قمر شط الحجاز) 
وكان لمحمد عمر نصيباً جيداً من النجاح في تقديم الأغنية الوطنية منذ أن قدم نشيد (قلنا نعم) وهي من كلمات أحمد السعد وألحان سامي احسان.
كانت مرحلة النضج الفني للفنان محمد عمر قد صاحبه حفظ حقوق الفنان حيث قدم أعمالاً منها مجموعة (عشقت حرف العين) للشاعر الكويتي يوسف ناصر ومها (غض النظر يا عين) و (سالفة صمتي) كذلك مجموعة (مغترة) من ألحان طاهر حسين ومنها (كلام الناس) و(مجرد شك) و(يا سيدهم) ومجموعة (أنا الموعود) ومنها (الهاشمي) في أول تعاون له مع حسين المحضار و(كون واضح) لـ عبداللطيف البناي و (حظي العاثر) للأمير عبدالله الفيصل ومجموعة (خذنا الكلام) من ألحان خالد الزايد وكلمات تركي بن عبد الرحمن والأمير خالد بن يزيد ومبارك الحديبي وأغنية (أحبك) التي كتبها أبو فيصل ولحنها محمد البلوشي وفي هذه المجموعة تعامل محمد عمر مع الملحن عبدالرب إدريس في أغنية (سيد القمر) وكذلك تعاون مع الملحن محمد شفيق بأغنية (صحت بالصوت) بالإضافة لتعاونين مع صالح الشهري وهو الأول بينهما من كلمات أبو فيصل وهم (أنا من باع عمره) و (هلا هلا).
ومع أيام أزمة الخليج كان لمحمد عمر مشاركة جيدة بالوطنيات منها (يا موطني) من كلمات الشاعر علي صيقل.
ومع ظهور شركات الإنتاج والتوزيع الفني انضم محمد عمر إلى جانب كوكبة كبيرة مع شركة فنون الجزيرة بالرياض مثل طلال مداح وعلي عبد الكريم وغيرهم. قرر ترك الشركة التي رعت إنتاجه الغنائي وقدمته لكبار الملحنين والشعراء في عالم الغناء وكان منهم منذ البدأ خالد الزايد ومبارك الحديبي عبدالأمير عيسى وفائق عبد الجليل وغيرهم ليعمل هو وسامي إحسان شركة إنتاج فني ثم يعود لفنون الجزيرة من جديد ليظهر عام ألفين بنجاح تحدث عنه النقاد بألبوم (يا عسل).

## توقف الانتاج
توقف الانتاج الرسمي مع شركة فنون الجزيرة الراعية لاغاني الفنان محمد عمر بعد انتاج الالبوم 2004 ( البوم هذا بلا ابوك يا عقاب ). وانتقل الى توزيع الالبوم الاخير (لا واعذابي 2006 ) مع شركة الاوتار الذهبية . وفي 2007 مع دخول الانترنت وانتهاك حقوق الملكية الفكرية وتوقف شركات الانتاج وتحقيق خسائر فادحة، لم يفكر محمد عمر في توقيع عقد مع اي طرف آخر بسبب حقوق الانتاج التي تعرض لها خلال سنوات انتاجه .

## العودة الجديد 2013
لم ينقطع انتاج الفنان محمد عمر بشكل قطعي ، كان لديه مشاركات مستمرة متفقرة ، في الاحتفالات السنوية والموسمية واغاني السينقل .
اصدارات وطنية ورسمية : اغنية ابو فهد عن الملك سلمان بن عبدالعزيز . ومشاركات في اوبريت المخواة 2014 بالاشتراك مع الفنان علي عبدالكريم .
اصدر محمد عمر عدد من الاغاني المنفردة سينقل :
1- اغنية يانظر عيني 2017 وهي التي حضيت بشهرة عالية في مقطع متداول "تعال نرجع الماضي" من كلمات الامير خالد بن سعود الكبير والحان ابراهيم الدخيل . حققت اكثر من مليون مشاهدة .
2- اغنية يجتاحني 2019 من كلمات الامير خالد بن سعود الكبير والحان نبيل الغانم .
3- انتج اغنية العيد 2021 من كلمات الامير فهد بن محمد بعنوان ( اهلاً هلا ياعيد ) والتي تم اذاعتها عبر الاذاعات .
4- اوبريت جازان 2023م ، كلمات احمد حجريني والحان محمد عمر . تم عرضه امام امير منطقة جازان.
5- اغنية ان جار الزمان عليك 2024 التي قام بتلحينها وغنائها وطرحها .

## وسم على ساعدي
وسمٌ على ساعدي، نقشٌ على بدني أغنية وطنية سعودية من تأليف الشاعر محمد علي صيقل، وألحان وغناء الفنان محمد عمر. تم انتاجها عام 1990م . ضمن أفضل 5 أغاني وطنية سعودية حديثة. ساهم انتشار الاغنية في المحطات الفضائية الى ان اعتمدت وزارة التعليم في السعودية تدريس قصيدة "وسم على ساعدي" لطلاب الصف الخامس الابتدائي ، وهي حاضرة كأغنية لها رمزيتها في أذهان الأطفال، حينما كانت تصاحب أسماعهم عبر أثير الإذاعات كل صباح وهم في طريقهم إلى المدارس.

## عشقت حرف العين
تعد أغنية عشقت حرف العين من أشهر أغانية في العام 1989.